# 이두나!
《이두나!》는 네이버 웹툰 코너에 연재되고 있는 민송아 작가의 로맨스 웹툰이다.

## 개요
민송아 작가의 전작인 《나노리스트》와 그림체가 비슷하며, '두근두근 누나리스트'라는 부제를 가지고 있다.

## 줄거리
주인공 '이원준'이 전직 아이돌 '이두나'와 한 집에 살면서 벌어지는 이야기이다. 원래 '김진주'를 어릴 적부터 오랜 기간 짝사랑하던 원준이었지만 두나를 만나 점점 호감을 가지게 된다.

## 등장 인물
성우는 우리말 녹음만 기재함.
- 이원준

성우: 심규혁
'이두나!'의 남자 주인공이며, 20세이다 민송대학교 나노공학과 1학년이다.
- 이두나

성우: 김보나
'이두나!'의 여자 주인공이며, 21세이다. 민송대학교 연극영화학과 휴학중이다. 걸그룹 '드림스윗'의 메인보컬이었으며, 현재는 어떠한 사건으로 인해 은퇴한 상태이다.
- 최이라

성우: 김하루
민송대학교 의류학과 2학년, 21세.
- 김진주

성우: 장예나
민송대학교 국문학과 2학년, 22세. 원준의 고등학생 시절부터 쭉 짝사랑 상대이다.
- 국수진

성우: 남도형
원준의 친구, 20세. 큰 체격과 험상궂은 겉모습과는 다르게 눈물이 많으며 걸그룹 '드림스윗'의 팬이다.
- 서운택

성우: 남도형
원준과 같은 집에 사는 선배로 장발의 머리스타일을 고수한다. 원준과 스스럼없이 지내며 원준을 데리고 부산으로 헌팅을 가는 등 이야기 전개를 이끈다.